# Wizards vs Aliens
Wizards vs Aliens ist eine 36-teilige britische Fernsehserie der BBC. Die Erstausstrahlung erfolgte vom 29. Oktober 2012 bis zum 25. November 2014 auf dem Fernsehsender CBBC.

## Handlung
Tom Clarke ist ein junger Zauberer. Eines Tages trifft er auf die Außerirdischen Nekross. Diese ernähren sich von Magie und wollen die Erde erobern. Mit Unterstützung seiner Oma, seines Vaters, seines besten Freundes Benny und eines Goblins schafft er immer wieder deren bösen Pläne zu vereiteln. Doch die Nekross geben nicht auf und versuchen immer wieder die Macht auf der Erde zu erobern und die Zauberer aller Magie zu berauben.

## Hintergrund
Erfinder der Serie waren Russell T Davies und Phil Ford. Die Autoren fanden es spannend, Außerirdische und Zauberer aufeinander treffen zu lassen. In Harry Potter würden niemals Außerirdische auftreten, ebenso wenig wie in Doctor Who Zauberer erscheinen. Durch diese Serie sollten diese Wesen als Gegenspieler aufeinander treffen und somit Zauberei und Science Fiction verbunden werden. Die Serie umfasst insgesamt drei Staffeln. Sie wurde von 2012 bis 2014 ausgestrahlt. Im Januar 2015 wurde angekündigt, dass es keine neue Staffel in diesem Jahr geben wird. Wizards vs Aliens war ein Nachfolger der erfolgreichen Fernsehserie The Sarah Jane Adventures, die aufgrund des vorzeitigen Todes der Hauptdarstellerin Elisabeth Sladen beendet werden musste. Auch einige Elemente aus den Sarah Jane Adventures wurden für Wizards vs Aliens übernommen. Das Drehbuch zur unverfilmten Sarah Jane Adventures Episode The Thirteenth Floor wurde von Phil Ford zu einer Episode von Wizards vs Aliens umgeschrieben und unter dem gleichnamigen Titel ausgestrahlt. Die Hauptfigur Benny Sherwood ist schwul. Im Laufe der Serie hat er sein Coming Out. Damit ist Wizards vs Aliens eine der wenigen und ersten Kinderserien, die Homosexualität thematisieren.

## DVD-Veröffentlichung
Eine DVD der ersten Staffel wurde am 31. Dezember 2012 von Fremantle Home Entertainment veröffentlicht. Es gibt sowohl eine britische DVD (Region 2), sowie eine australische DVD (Region 4). Zwei Jahre später folgte die Veröffentlichung der zweiten Staffel auf DVD. Die DVD der zweiten Staffel wurde jedoch bisher nur in Australien veröffentlicht.

## Auszeichnungen und Nominierungen
BAFTA Awards:
- 2013: Nominiert für Best Production Design (Arwel Jones)
- 2013: Nominiert für Best Costume Design (Ray Holman)

Celtic Media Festival
- 2015: Nominiert für Children’s Programme[10]

## Episoden
| Episode             | Originaltitel       | Regisseur     | Drehbuchautor   | Erstausstrahlung (GB)               |
| ------------------- | ------------------- | ------------- | --------------- | ----------------------------------- |
| 01 (1-01) 02 (1-02) | Dawn of the Nekross | Daniel O’Hara | Phil Ford       | 29. Oktober 2012 30. Oktober 2012   |
| 03 (1-03) 04 (1-04) | Grazlax Attacks     | Daniel O’Hara | Phil Ford       | 5. November 2012 6. November 2012   |
| 05 (1-05) 06 (1-06) | Rebel Magic         | Griff Rowland | Joseph Lidster  | 12. November 2012 13. November 2012 |
| 07 (1-07) 08 (1-08) | Friend or Foe       | Griff Rowland | Clayton Hickman | 19. November 2012 20. November 2012 |
| 09 (1-09) 10 (1-10) | Fall of the Nekross | Joss Agnew    | Gareth Roberts  | 26. November 2012 27. November 2012 |
| 11 (1-11) 12 (1-12) | The Last Day        | Joss Agnew    | Phil Ford       | 3. Dezember 2012 4. Dezember 2012   |

| Episode             | Originaltitel         | Regisseur      | Drehbuchautor    | Erstausstrahlung (GB)               |
| ------------------- | --------------------- | -------------- | ---------------- | ----------------------------------- |
| 13 (2-01) 14 (2-02) | 100 Wizards           | Beryl Richards | Phil Ford        | 28. Oktober 2013 29. Oktober 2013   |
| 15 (2-03) 16 (2-04) | Vice Versa            | Beryl Richards | Clayton Hickman  | 4. November 2013 5. November 2013   |
| 17 (2-05) 18 (2-06) | The Cave of Menla-Gto | Mark Everest   | Joseph Lidster   | 11. November 2013 12. November 2013 |
| 19 (2-07) 20 (2-08) | The Curse of Crowe    | Mark Everest   | Gareth Roberts   | 18. November 2013 19. November 2013 |
| 21 (2-09) 22 (2-10) | The Thirteenth Floor  | Paul Murphy    | Phil Ford        | 25. November 2013 26. November 2013 |
| 23 (2-11) 24 (2-12) | Endless Night         | Joss Agnew     | Phil Ford        | 2. Dezember 2013 3. Dezember 2013   |
| 25 (2-13) 26 (2-14) | All Out War!          | Joss Agnew     | Russell T Davies | 9. Dezember 2013 10. Dezember 2013  |

| Episode             | Originaltitel          | Regisseur       | Drehbuchautor | Erstausstrahlung (GB)               |
| ------------------- | ---------------------- | --------------- | ------------- | ----------------------------------- |
| 27 (3-01) 28 (3-02) | The Secret of Room 12  | Mark Everest    | Phil Ford     | 27. Oktober 2014                    |
| 29 (3-03) 30 (3-04) | The Quantum Effect     | Mark Everest    | Julie Dixon   | 3. November 2014 4. November 2014   |
| 31 (3-05) 32 (3-06) | The Daughters of Stone | Lee Haven Jones | Phil Ford     | 10. November 2014 11. November 2014 |
| 33 (3-07) 34 (3-08) | The Key of Bones       | Lee Haven Jones | Sasha Hails   | 17. November 2014 18. November 2014 |
| 35 (3-09) 36 (3-10) | Twilight Falls         | Mark Everest    | Phil Ford     | 24. November 2014 25. November 2014 |